# ألان باركنسون
ألان باركنسون (بالإنجليزية: Alan Parkinson)‏ هو لاعب كرة قدم بريطاني في مركز الهجوم، ولد في 5 مايو 1932 في شفيلد في المملكة المتحدة، وتوفي في 2002. لعب مع نادي برادفورد بارك أفنيو ونادي سكاربورو.